# Stanislaus Kostka

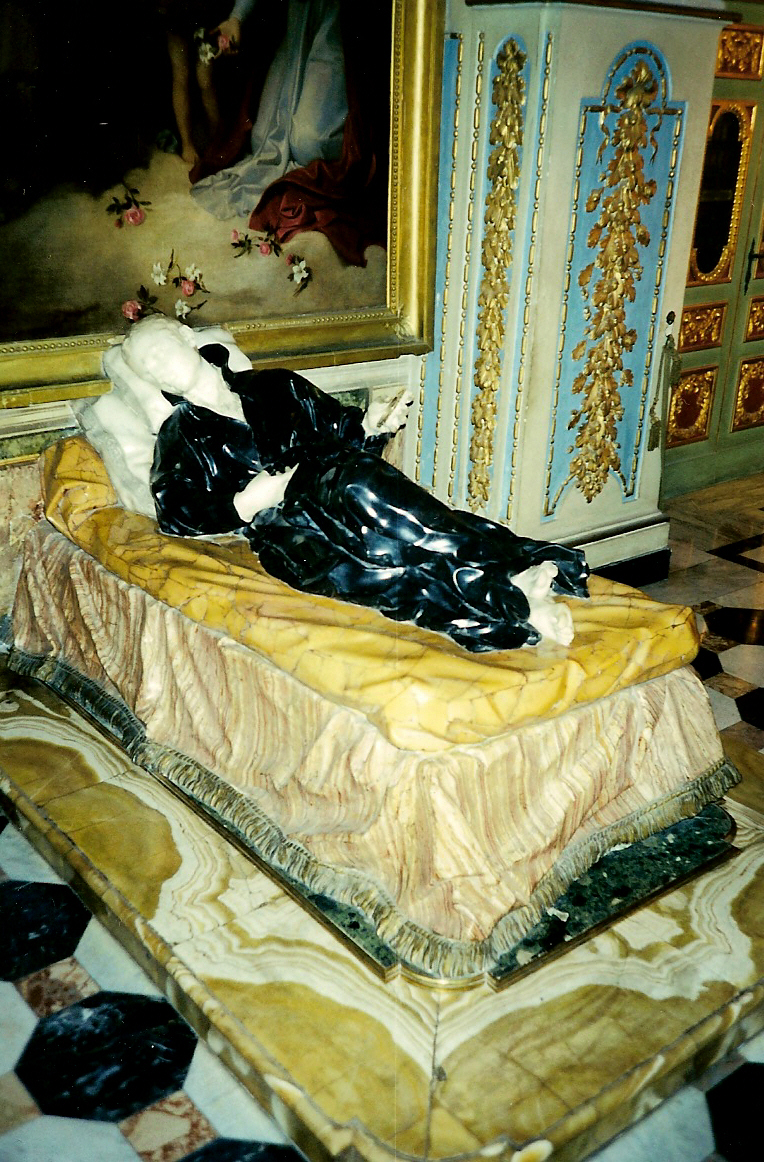
Den salige Stanislaus Kostka på sin dödsbädd, skulptur av Pierre Legros den yngre (1702–1703). Sankt Stanislaus rum vid Sant'Andrea al Quirinale i Rom.

Stanislaus Kostka, född 28 oktober 1550 på slottet i Rostkowo i närheten av Przasnysz, Polen, död 15 augusti 1568 i Rom, var en polsk jesuitnovis. Han vördas som helgon inom Romersk-katolska kyrkan. Hans minnesdag firas den 13 november.

## Biografi
Stanislaus släkt, Kostka, hörde till Polens ledarskikt; fadern var senator och modern av kunglig börd. Han var det andra av sju syskon. Han studerade vid en jesuitskola i Wien och uppgav där att han mottagit kommunionen av två änglar som sankta Barbara sänt till honom. På uppmaning av jesuiten Petrus Canisius reste Stanislaus 1567 till Rom och antogs som novis i jesuitorden av ordensgeneralen Francesco Borgia.
Stanislaus dog, endast 18 år gammal, av en plötslig svår febersjukdom. Det sägs att han förutsade sin död några dagar innan den inträffade, vilket är ett av skälen till att han erkänts som helgon.
Han har fått sitt sista vilorum i kyrkan Sant'Andrea al Quirinale på Quirinalen i Rom. Sankt Stanislaus är Polens och den studerande ungdomens skyddshelgon.